# Vaidas Kariniauskas

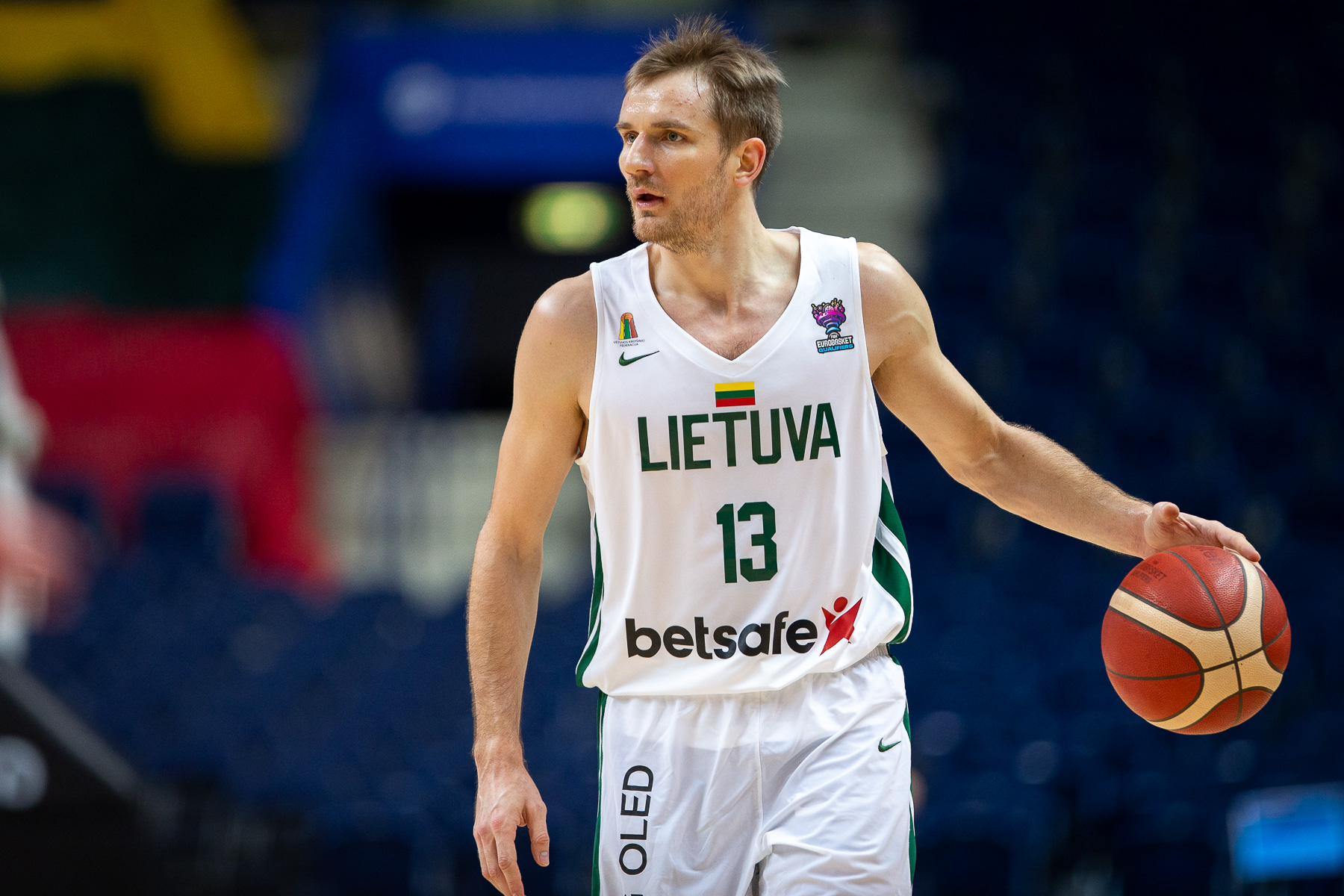

Vaidas Kariniauskas (Alytus, 16 de novembro de 1993) é um basquetebolista profissional lituano, atualmente joga no Žalgiris Kaunas.